# Gare d'Ashiya-gawa
La gare d'Ashiya-gawa (芦屋川駅, Ashiya-gawa-eki) est une gare ferroviaire de la ville d'Ashiya, dans la préfecture de Hyōgo au Japon. Elle est gérée par la compagnie Hankyu.

## Situation ferroviaire
La gare d'Ashiya-gawa est située au point kilométrique (PK) 21,0 de la ligne Hankyu Kobe.

## Histoire
La gare a ouvert le 16 juillet 1920.

## Service des voyageurs

### Accueil
La gare est située sous les voies qui sont surélevées. Elle est ouverte tous les jours.

### Desserte
- Ligne Kobe :
  - voie 1 : direction Kobe-Sannomiya et Shinkaichi
  - voie 2 : direction Jūsō et Osaka-Umeda

### Intermodalité
La gare d'Ashiya de la JR West est située à environ 600 m au sud-est.